# Kori Rae

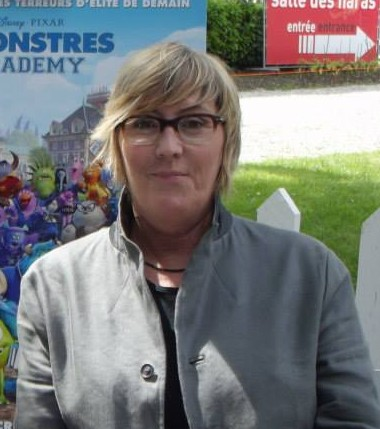
Kori Rae auf dem Festival d’Animation Annecy 2013

Kori Rae (* 1962) ist eine US-amerikanische Filmproduzentin.

## Leben
Kori Rae ist mit der ebenfalls bei Pixar angestellten Filmproduzentin Darla K. Anderson offiziell seit 2008 verheiratet. Zusammen leben sie in der kalifornischen Stadt San Francisco im Stadtteil Noe Valley. Sie lernten sich beim Softball kennen. Als Anderson neu in San Francisco war, trat sie einer Softball Mannschaft bei, die Kori Rae coachte. Beide waren an dem 2001 veröffentlichten Film Die Monster AG beteiligt. Gegen Ende der Produktion fingen sie an, sich zu daten.

## Filmografie (Auswahl)
- 1998: Das große Krabbeln (A Bug's Life)
- 1999: Toy Story 2
- 2001: Die Monster AG (Monsters, Inc.)
- 2004: Die Unglaublichen – The Incredibles (The Incredibles)
- 2008: Tokyo Mater (Kurzfilm)
- 2008–2010: Cars Toon – Hooks unglaubliche Geschichten (Mater's Tall Tales, ALink-Textnimationsserie, 9 Episoden)
- 2009: Oben (Up)
- 2013: Die Monster Uni (Monsters University)
- 2020: Onward: Keine halben Sachen (Onward)

## Auszeichnungen
Hollywood Film Awards
- 2013: Ausgezeichnet in der Kategorie Animation of the Year für Die Monster Uni

Awards Circuit Community Awards
- 2013: Nominiert in der Kategorie Best Animated Feature Film für Die Monster Uni

Italian Online Movie Awards
- 2014: Nominiert in der Kategorie Best Animated Feature Film für Die Monster Uni

Online Film & Television Association
- 2014: Nominiert in der Kategorie Best Animated Picture für Die Monster Uni

Producers Guild of America Award
- 2014: Nominiert in der Kategorie Bester animierter Kinofilm für Die Monster Uni

VES Awards
- 2014: Nominiert in der Kategorie Herausragende visuelle Effekte als Unterstützung in einem fotorealistischen Spielfilm für Die Monster Uni